# Loghill Village
Loghill Village és una concentració de població designada pel cens dels Estats Units a l'estat de Colorado. Segons el cens del 2000 tenia 311 habitants.

## Demografia
Segons el cens del 2000, Loghill Village tenia 311 habitants, 135 habitatges, i 113 famílies. La densitat de població era de 21,9 habitants per km².
Dels 135 habitatges en un 22,2% hi vivien nens de menys de 18 anys, en un 80,7% hi vivien parelles casades, en un 1,5% dones solteres, i en un 15,6% no eren unitats familiars. En l'11,9% dels habitatges hi vivien persones soles el 4,4% de les quals corresponia a persones de 65 anys o més que vivien soles. El nombre mitjà de persones vivint en cada habitatge era de 2,3 i el nombre mitjà de persones que vivien en cada família era de 2,47.
Per edats la població es repartia de la següent manera: un 16,7% tenia menys de 18 anys, un 1,3% entre 18 i 24, un 19,9% entre 25 i 44, un 45% de 45 a 60 i un 17% 65 anys o més.
L'edat mediana era de 50 anys. Per cada 100 dones de 18 o més anys hi havia 94,7 homes.
La renda mediana per habitatge era de 68.958 $ i la renda mediana per família de 69.792 $. Els homes tenien una renda mediana de 42.500 $ mentre que les dones 27.188 $. La renda per capita de la població era de 30.034 $. Entorn del 5,3% de les famílies i el 6,6% de la població estaven per davall del llindar de pobresa.

## Poblacions més properes
El següent diagrama mostra les poblacions més properes.